# Amsacta senegalensis
Aloa moloneyi là một loài bướm đêm thuộc phân họ Arctiinae, họ Erebidae.